# Dreis-Brück
Pour les articles homonymes, voir Dreis et Brück.
Dreis-Brück est une municipalité du Verbandsgemeinde Daun, dans l'arrondissement de Vulkaneifel, en Rhénanie-Palatinat, dans l'ouest de l'Allemagne.